# Homonomie
Homonomie wird in der Biologie die Gleichheit, bzw. Homologisierung  von zwei oder mehr Teilen (bzw. Segmenten) genannt. Man bezeichnet mit Homonomie die intraindividuelle Homologie.
Besonders kommt der Begriff Homonome bzw. Homonomie bei den Gliederfüßern (Arthropoda) vor. Hier werden die Segmente eines Tieres – speziell bei den Onychophoren (Onychophora) – homonom genannt, wenn sie eine identische Bauweise haben.
Der Begriff Homonomie wurde um 1858 durch Heinrich Bronn erstmals genannt und schließlich 1952 auch durch Adolf Remane bekräftigt. Bereits 1790 finden sich in dem Werk Metamorphosen der Pflanzen von Johann Wolfgang von Goethe Beispiele der Homonomie. So versuchte Goethe in seinem Werk das einzelne Blatt in seinen Arten innerhalb der Einzelpflanze zu bestimmen.
Der Begriff wird auch häufig im Zusammenhang mit Metamerie genannt.